# Rivière au Saumon (vattendrag i Kanada, lat 50,53, long -64,12)
Rivière au Saumon är ett vattendrag i Kanada.   Det ligger i provinsen Québec, i den östra delen av landet, 1 000 km nordost om huvudstaden Ottawa.
I omgivningarna runt Rivière au Saumon växer i huvudsak barrskog. Trakten runt Rivière au Saumon är nära nog obefolkad, med mindre än två invånare per kvadratkilometer.